# Nokia XR20
Nokia XR20 — смартфон компанії Nokia. Створений для використання у складних умовах та протестований на міцність відповідно до військового стандарту MIL-STD-810H.

## Екран
Смартфон Nokia XR20 оснащений дисплеєм з діагоналлю 6,67 дюйма та роздільною здатністю 1080×2400, захищеним плоским склом. У цьому смартфоні використовується матриця типу IPS. Фізичні розміри екрану становлять 70×155 мм, співвідношення сторін — 20:9, щільність точок — 395 ppi. Ширина рамки навколо екрана становить по 6 мм з боків, 8 мм зверху та 9 мм знизу. Примітно, що захищений дисплей найсучаснішим та стійкішим до зовнішніх впливів склом Corning Gorilla Glass Victus.

## Камера
Ззаду у смартфона встановлені лише дві камери, основна та ширококутна. Натомість із оптикою Zeiss. А симетрію виробник оформив за рахунок пари дуже потужних світлодіодних спалахів. Причому вони ще й різні за тоном та розміром. Відео смартфон може знімати у максимальній якості 1080p при 60 fps. Є електронна стабілізація.

## Програмне забезпечення
Nokia XR20 працює на актуальній версії Android 11. Nokia запевнює оновлення ОС протягом трьох років.

## Процесор
Смартфон працює на однокристальній системі Qualcomm SM4350 Snapdragon 480 5G з 8 процесорними ядрами: 2×Cortex-A76 @ 2,0 ГГц + 6×Cortex-A55 @ 1,8 ГГц. Графічний процесор — Adreno 619.Об'єм оперативної пам'яті складає 4 або 6 ГБ, обсяг сховища — 64 або 128 ГБ. Можна вставити в смартфон карту пам'яті, підтримується та підключення зовнішніх пристроїв до порту USB Type-C у режимі USB OTG. Графічний прискорювач тут — Adreno 619, і за цим показником платформа навіть виграє у найпопулярнішої Snapdragon 720G з її Adreno 618.

## Захист та автономність
Батарея 4630 мА·год, скло Corning Gorilla Glass Victus та ступінь захисту за стандартом IP68 забезпечують два дні роботи акумулятора одному заряді батареї, абсолютну герметичність від попадання дрібних частинок всередину корпусу, також виключає проникнення вологи під панель та скло яке здатне витримувати падіння з двох метрів і ще краще протистоїть подряпинам.